# Soir Mag
Soir Mag (anciennement Le Soir illustré, de 1928 à 2002, puis Le Soir Magazine, de 2002 à 2015) est un magazine belge appartenant au Groupe Rossel et qui doit son nom au journal Le Soir. Il est créé le 23 février 1928 sous le nom de Le Soir illustré, puis rebaptisé Le Soir Magazine en 2002 et Soir Mag le 21 octobre 2015.